# Karl Sivertsen
Karl John Ole Sivertsen (21. ledna 1877, Sisimiut – ?) byl grónský lovec a zemský rada.

## Životopis
Karl Sivertsen byl synem bednáře Annase Jes Nielse Sivertsena (1849–?) a jeho manželky Eleonory Ane Margrethe Irene Kristine Berthelsenové (1852–?). Jeho zetěm byl kovář a zemský rada Carl Olsen (1906–?) a jeho vnukem je odborář Ulf Olsen (*1937).
Sivertsen byl povoláním lovec. V roce 1911 byl zvolen do Jihogrónské zemské rady na první volební období, kde chyběl pouze na zasedání v roce 1914, stejně jako jeho dva kolegové z devátého (Nathan Lyberth) a desátého obvodu (Peter Rosing).